# Salamanca (província)
Salamanca é uma província raiana da comunidade autónoma de Castela e Leão, na Espanha e situa-se a nordeste de Portugal. Também é influenciada pela bacia do rio Douro, em Espanha ele é chamado Duero, sua denominação em idioma local antigo era Doiri. Essa zona chegou a sofrer influências romanas, árabes e diversas outras mais sutilmente. A cidade de Salamanca ostenta o título de "La Dorada", admitida pela UNESCO como patrimônio histórico da humanidade.
Terra de clima temperado e topografia variada. Sendo a cidade situada em local mais plano mas com montanhas ao norte e ao sul. Dona da penúltima catedral gótica construída na Espanha. Como seus maiores tesouros encontraremos a Universidade de Salamanca (a segunda universidade mais antiga da Europa, fundada no ano 1218 por Afonso IX de Leão), as Catedrais Nova e Velha, Praça Maior, Ponte Romana e outros sem fim. Seu título se deve ao fato de o arenito utilizado em suas antigas construções apresentar coloração levemente dourada clara,de acordo com a luz pode-se verificar que o título faz juz a sua beleza.
Em suas terras são produzidas uvas, vinho, azeite e alguma pecuária de ovinos e caprinos. Não possui temperaturas extremas de calor e frio e recebe pouca afluência de chuvas, menos de 400mm ao ano. Já em suas montanhas pode-se verificar mais abundância pluvial, chegando mesmo a 1000 mm em determinadas regiões.
O mais rico de Salamanca talvez seja sua história secular, onde se verificaram acontecidos inusitados, Cristóvão Colombo mesmo chegou a passar pela cidade, nela  tivemos a inquisição, judeus, portugueses, árabes e tantos outros mais compuseram seu quadro histórico, também devido sua localização geográfica foi em dados momentos e ocasiões local com influência de correntes celtas.

## Comarcas
- Comarca de Vitigudino (El Abadengo, As Arribas, Tierra de Vitigudino e La Ramajería)
- Comarca de Cidade Rodrigo (La Socampana, Campo de Argañán, Campo de Yeltes, Campo de Agadones, Campo de Robledo e El Rebollar)
- La Armuña
- Las Villas
- Tierra de Peñaranda e Las Guareñas
- Tierra de Ledesma
- Comarca de Guijuelo (Entresierras, Salvatierra e Alto Tormes)
- Tierra de Alba
- Sierra de Béjar
- Sierra de Francia
- Campo de Salamanca